# Otto von Kursell
Otto Konstantin Gottlieb von Kursell (né le 27 novembre 1884 à Saint-Pétersbourg, mort le 30 août 1967 à Munich) est un peintre et homme politique nazi allemand.
Connu comme l'élève de Franz von Stuck, Kursell a rapidement une réputation de portraitiste. Après la Première Guerre mondiale, il met son talent au service des mouvements antisémites et anticommunistes. Il publie de nombreuses caricatures politiques dans lesquelles il met au pilori notamment les Juifs, les Russes et les communistes. Il tient des discours incendiaires et participe activement à la répression des spartakistes, à des exercices sur le terrain et à des patrouilles. Il rencontre Dietrich Eckart par l'intermédiaire d'Alfred Rosenberg, qui non seulement publie son travail, mais le convainc de travailler sur le journal Auf gut deutsch (de). En 1924, Kursell publie les portraits des accusés dans le procès de Hitler. En tant que l'un des artistes nazis les plus fervents, Kursell mène une propagande active dans son œuvre et ses discours jusqu'à la fin de la Seconde Guerre mondiale.

## Biographie
Otto von Kursell vient de la famille noble germano-balte Kursell et est le fils de l'agent d'octroi Woldemar von Kursell (1849-1915) et Luise Stolzenburg (1857-1944). Kursell épouse le 12 août 1908 à Reval Julia Wencelides (née le 1er juillet 1887 à Saint-Pétersbourg, morte le 31 juillet 1961 à Munich), la fille de l'ingénieur et directeur d'usine Franz Wencelides et Luba Reuther.
Kursell va à la Realschule de Reval et fait une formation d'ingénieur en structure à l'École polytechnique de Riga entre 1903 et 1905.
En 1905, Kursell s'installe à Dresde, où il étudie l'architecture à l'université technique de Dresde de 1905 à 1907. De 1907 à 1911, il étudie à l'académie des beaux-arts de Munich et est l'élève de Hugo von Habermann puis de Franz von Stuck. Il a ses premiers succès en tant que portraitiste.
En 1916 et 1917, Kursell est lieutenant dans l'infanterie russe. En 1918, Kursell travaille dans le bureau de presse de l'AOK (Haut commandement de l'armée) VIII pour les occupants allemands à Riga dirigé par Max Erwin von Scheubner-Richter. Les employés au bureau de presse sont Arno Schickedanz et Max Hildebert Boehm (de).
Kursell se rend à Munich fin 1918-début de 1919. La ville accueille de nombreux germno-baltes qui ont émigré. Alfred Rosenberg le suit. Avec Ernst Friedrich Tode (de), Kursell est le premier point de contact de Rosenberg.
En 1919, Kursell, le baron Friedrich von der Ropp, Roderich von Bistram (de) et Harald von Rautenfeld (de) cofondent et l'association secrète germano-baltique « L'Association des Fondateurs de l'Ordre », constituée le 10 octobre 1920 à Erkner près de Berlin, qui agit sous le nom de code X ; Kursell la dirige. En 1926, elle devient la "Fraternité balte" puis après la Seconde Guerre mondiale le Brüderlicher Kreis (de).
En 1921, Kursell reçoit la nationalité allemande. La même année, il participe à la brochure Totengräber Rußlands , publiée par Deutscher Volksverlag (de), dont Rosenberg rédige l'avant-propos. Ce livret populaire, qui fait croire à la théorie du complot du judéo-bolchevisme, contient 32 caricatures de Kursell, qui montrent des fonctionnaires bolcheviques de haut rang avec des traits de visage « juifs » au sens raciste et sont chacun accompagnés de quatrains de Dietrich Eckart.
En 1922, Kursell rejoint le NSDAP. En 1922 et 1923, il est membre "Wehrmann" de l'Einwohnerwehr de Munich et en 1923 devient membre du régiment de Munich de la SA.
En tant que membre de la SA, Kursell participe au putsch de la Brasserie. Après l'interdiction temporaire du NSDAP après le coup d'État, Kursell revient dans le parti en 1932. Cependant, cette rentrée est antidatée au 1er mai 1925 et compte tenu du faible nombre de membres, 93.
Kursell entame alors une carrière intense au service d'Hitler et du parti. De 1931 à 1935, il est directeur général de la Ligue militante pour la culture allemande dans le Grand Berlin et rédacteur en chef de Deutsche Kulturwacht. En même temps, il est rédacteur en chef du Völkischer Beobachter.

Après la prise du pouvoir des nazis en 1933, il rejoint le ministère de la Culture de Prusse en tant que consultant au département d'art et la même année, il est employé comme professeur à l'université des arts de Berlin, dont il sera plus tard directeur.
Entre 1933 et 1936, Kursell est membre du Conseil présidentiel de la Chambre des beaux-arts du Reich et, en 1934, il est nommé chef de département au Ministère de l'Éducation du Reich. En 1935 et 1936, Kursell est le directeur général du Volksdeutscher Rat, qui en mars 1936 s'appelle le Hauptamt Volksdeutsche Mittelstelle. Le 30 janvier 1936, il est promu SS-Obersturmbannführer sous le numéro SS 161337.
En 1937, cependant, il doit démissionner de la SS, de la SA et du NSDAP avec le grade de SS-Obersturmbannführer, car il était également un membre senior de la Fraternité balte. Afin d'éviter l'arrestation imminente, Kursell engage une procédure disciplinaire contre lui-même. Probablement aussi parce qu'il avait combattu aux côtés de Hitler en novembre 1923, Kursell est réintégré en septembre 1940 en tant que membre de la SA. Il devient  SA-Standartenführer et en novembre 1944 promu SA-Oberführer. En 1938, il est élu au Reichstag.
Ses distinctions personnelles incluent l'insigne d'honneur en or du NSDAP et l'ordre du sang.
En 1945, Kursell est arrêté par les forces d'occupation soviétiques et interné dans le Speziallager Nr. 1 Mühlberg (de) jusqu'en 1950, puis dans le Speziallager Nr. 2 Buchenwald. Après son retour de captivité en 1950, Kursell déclare être en mauvaise santé et ruiné. La Chambre d'appel de Munich se prononce contre un nouvel emprisonnement de Kursell avec un jugement du 26 octobre 1950 et voit comme un comportement disculpant le fait que Kursell soit resté dans l'Église protestante et ait créé des portraits de Luther. Il passe les dernières années de sa vie retiré et aurait refusé de participer à la renaissance de la Confrérie balte en 1952.